# Центр вечеринки
«Центр вечеринки» (англ. Party Central) или «Университет монстров: Страшилки» (англ. Monsters University: Short) — компьютерный анимационный короткометражный фильм 2013 года, созданный Pixar Animation Studios и режиссер Келси Манн. Премьера короткометражки была 9 августа 2013 года в D23 Expo в Анахайме и была показана в кинотеатрах вместе с Маппетами 21 марта 2014 года. «Центр вечеринки» является второй короткометражкой в франшизе Корпорация монстров и происходит после событий «Университета монстров».

## Сюжет
Майк и Салли посещают Университет Монстров в выходные, чтобы посмотреть, что делают их друзья из братства «Общажный Кошмар». Оказалось, что группа устроила свою первую вечеринку, но никто её не посетил. Однако у Майка и Салли есть план оживить домашний праздник. Они заманивают гостей и организуют веселье. Используя две украденных двери для перехода в мир людей, через двух спальную комнату с двумя шкафами, где спят родители одного мальчика, они одну оставляют у себя, а другую приносят в университет, чтобы выманить всех гостей к Общажному кошмару, план удаётся.
Внезапно мама возвращается домой и увидев двери решила, что они устраивают дверобойню, она присоединяется к их веселью. Устроив огонь и сделав крутой трюк, прыгнув в одну дверь и выпрыгнув через другую, она тем самым веселит всех, а родители просыпаются и от испуга решают пойти к своему сыну у него переночевать, так как у них в шкафах монстры. На что их сын спрашивает: «А я вам что говорил?»

## Роли озвучивали
| Актёр            | Роль                     |
| ---------------- | ------------------------ |
| Билли Кристал    | Майкл «Майк» Вазовски    |
| Джон Гудмен      | Джеймс Пи Салливан       |
| Стив Бушеми      | Рэндалл «Рэнди» Боггс    |
| Джоэль Мюррей    | Дон Карлтон              |
| Шон Хейс         | Терри Перри              |
| Дэйв Фоли        | Тэрри Перри              |
| Питер Сон        | Скотт Склизли            |
| Чарли Дэй        | Арт                      |
| Хелен Миррен     | Декан Терзалес           |
| Альфред Молина   | профессор Найт           |
| Нейтан Филлион   | Джонни Уортингтон        |
| Обри Плаза       | Клэр Уилер               |
| Тайлер Лэбин     | Брок Пирсон              |
| Мануэль Нойер    | Френк МакКей             |
| Бонни Хант       | Карен Грэйвс             |
| Бобби Мойнахан   | Чет Александр            |
| Джулия Суини     | Шерри Склизли            |
| Бет Берс         | Кэрри Уильямс            |
| Джим Кевин Уорд  | Папа                     |
| Коллин О’Шонесси | Мама                     |
| Кристина Пучелли | Тимми                    |
| Джесс Харнелл    | второстепенные персонажи |

## Производство
Согласно автору короткого журнала / режиссера Келси Манн: «Когда вы впервые встретите Oozma Kappas, они отправляются в свой братский дом, и первое, что они говорят, это» Добро пожаловать в Центральную партию! Мы еще не выбрали вечеринку, но когда мы будем готовы, "… продолжал рассказывать режиссер Дэн Сканлон: " Я действительно хочу видеть их партию. Мы должны делать это в кредитах или что-то в этом роде. ' Затем, когда возникла идея короткого замыкания, мы подумали: «Это может быть вечеринка!». Коротким потребовалось около восьми месяцев, и голоса были записаны ближе к концу производства "Университета монстров . Манн заявил: «Мы сделаем пару пикапов с Billy Crystal и другими актерами для мультфильма, а затем мы получим материал, который нам нужен для краткости». Первоначально «Центр вечеринки» считался бонусной особенностью для DVD версии «Университета монстров», но позднее было принято решение освободить его театрально. Первоначально планировалось сопровождать театральный релиз с мультфильмом Хороший динозавр, пока дата релиза фильм не переместилась с 2014 года до 2015 года.

## Критика
После просмотра на выставке D23 Expo BigScreen Animation отметила, что «судя по Твиттеру, ответ был потрясающим».Newsday сказал: «Он начинается с простой сюжетной идеи и перерастает в классическую форму комедии». Rotoscopers написал: «Этот короткометражный фильм был классной и забавной идеей. Не история. Это была буквально последовательность шуток без эмоционального ядра».